# Мирцен
Мирцен (β-мирцен) — ациклический природный монотерпен. Представлен в основном в виде β-изомера (7-метил-3-метилен-
1,6-октадиен, формула I). α-Мирцен (2-метил-6-метилен-1,7-октадиен, формула II) редок и мало изучен.

## Свойства
Приятно пахнущая маслянистая жидкость. Обладает землисто-фруктовым (персиковым) ароматом. Растворим в этаноле, нерастворим в воде. Легко окисляется на воздухе, вступает в реакции диенового синтеза.

## Нахождение в природе
Содержится в эфирных маслах (особенно в масле хмеля — до 50 %) и в скипидаре. Особенно много мирцена содержится в конопле, укропе, кориандре, багульнике.

## Получение
β-Мирцен получают дегидратацией линалоола, а также пиролизом β-пинена при 600—700 °C.

## Применение
Мирцен используется в синтезе душистых веществ (линалоола, гераниола, мирценаля, флориона, циклоналя). Одно из наиболее известных душистых веществ, синтезируемых с помощью мирцена - 7-ацетил, 1,2,3,4,5,6,7,8-октагидро-1,1,6,7-тетраметил нафталин, в коммерческой парфюмерии широко известный под названием «Iso E Super».